# Бояджиев, Григорий Нерсесович
Григо́рий Нерсе́сович Бояджи́ев (1 [14] марта 1909, Нахичевань-на-Дону, область Войска Донского — 14 мая 1974, Москва) — советский театровед, театральный критик и педагог; доктор искусствоведения (1958), профессор (1960).

## Биография
Родился 1 марта (14 марта по новому стилю) 1909 года в Нахичевани-на-Дону (ныне Ростов-на-Дону), в армянской семье.
После окончания школы печатался в местных газетах, а в 19 лет стал преподавать на рабочем отделении педагогического института. В 1930 году окончил литературное отделение педагогического факультета Ростовского государственного университета. Будучи студентом, увлёкся театром — участвовал в работе Театра рабочей молодёжи, ставил спектакли. Работал в Театре-студии под управлением Ю. А. Завадского, которую перевели из Москвы в Ростов-на-Дону в 1937 году. В 1939 году вместе с труппой Завадского переехал в столицу. Учился в аспирантуре ГИТИСа, где позже читал курс по истории западноевропейского театра.
С 1941 по 1945 год — заведующий литературной частью Центрального Театра Красной Армии. Преподавал в Ростовском педагогическом институте. С 1945 года возглавлял кафедру зарубежного театра в ГИТИСе, с 1946 по 1960 год и с 1967 года до смерти — старший научный сотрудник Института истории искусств. Здесь же в 1958 году защитил диссертацию на соискание учёной степени доктора искусствознания по теме «Мольер: исторические пути формирования жанра высокой комедии». Был членом художественного совета Театра на Таганке.
В 1949 году подвергся «проработке» за принадлежность к «антипатриотической группе театральных критиков».
Жил в Москве на Гоголевском бульваре, 17 и на улице Черняховского, 4. Умер 13 мая 1974 года в Москве. Похоронен на Введенском кладбище (19 уч.).
В 2009 году торжественно отмечалось 100-летие со дня его рождения.

## Награды
- Награждён орденом «Знак Почета» и медалями.

## Научные труды
- Маленькая мама. — Свердловск, 1942
- Нюрка. — М.: Профиздат, 1942
- Князь Владимир. — М.-Л., 1943 (в соавт. с О. Форш)
- Театральность и правда. — М.: Искусство, 1945. — 123 с.
- В. П. Марецкая. Творческий путь актрисы. — М.: Искусство, 1954. — 240 с.
- Поэзия театра: статьи. — М.: Искусство, 1960. — 464 с.
- Театральный Париж сегодня. — М.: Искусство, 1960. — 131 с.
- Шесть рассказов об американском театре. — М., 1963 (в соавторстве с А. А. Аникстом)
- Мольер: Исторические пути формирования жанра высокой комедии / Ин-т истории искусства М-ва культуры СССР. — М.: Искусство, 1967. — 555 с.,
- Итальянские тетради. — М.: Искусство, 1968. — 168 с.
- От Софокла до Брехта
  - От Софокла до Брехта за сорок театральных вечеров — М.: Просвещение, 1969. — 351 с.
  - Бояджиев Г. Н. От Софокла до Брехта за сорок театральных вечеров / Вступит. ст. А. Г. Образцовой. — 2-е изд.. — М.: Просвещение, 1981. — 336 с.
- Конволют. Мольер на советской сцене. — М.: Знание, 1971. — 46 с.
- Вечно прекрасный театр эпохи Возрождения. — Л.: Искусство, Ленинградское отделение, 1973. — 471 с.
- Душа театра. — М.: Молодая гвардия, 1974. — 366 с.